# Alba Solís
Ángela Herminia Lamberti (Buenos Aires, Argentina, 18 de octubre de 1927 - 3 de febrero de 2016), más conocida como Alba Solís, fue una cantante, actriz y vedette argentina. Se caracterizó por cantar tangos de una forma muy dramática.

## Biografía
Hija de inmigrantes italianos, su padre se llamó Oreste Juan Guillermo Lamberti y su madre, Herminia Trapanese. Solís nació en la zona porteña de Floresta, aunque luego se mudó junto a su familia al barrio de Constitución y, después, volvió al oeste y se radicó en Floresta de nuevo. Aconsejada por su prima, con tan solo cuatro años, debutó en la reconocida Pandilla Marilyn, donde interpretó temas musicales y participó en un radioteatro. Luego, actuó en matinés y ya más grande, con Atiliano Ortega Sáenz y Mario Amaya.
Estudió con la cantante lírica italiana María Naftri, a cuyas enseñanzas Alba le adicionó las características propias de su temperamento y los secretos del arte escénico que naturalmente ella fue incorporando a sus interpretaciones.
Cantó en Radio Mitre, en 1945 y, después de concursar en el certamen "Buscando la Voz del Tango" organizado por Radio Splendid, quedando segunda con el apoyo de Nelly Omar, suscribe en esa emisora un contrato por cuatro años. El tono de su voz y la gran sensibilidad dramática que impuso a su canto, le valieron convertirse rápidamente, en una figura estelar. Sus actuaciones en Radio Belgrano y Radio El Mundo tuvieron mucho éxito.
Continuó en la revista porteña, en el teatro Comedia al lado de Alicia Márquez y Nélida Roca, y pronto se convirtió en una referente musical. En los más importantes teatros, se lució bailando y cantando al lado de Tito Lusiardo, con el que conformó un exitoso dúo. Fue parte del elenco de "Tangolandia" y "Blum", el gran suceso teatral de Enrique Santos Discépolo, de quien fue íntima amiga. En 1951 Homero Manzi, ya muy enfermo y desmejorado, compuso junto a Aníbal Troilo el tango "Discepolín", tema que Enrique escuchó por primera vez en el cabaret "El Colonial", interpretado por Alba Solís, poco tiempo antes de morir. Entre las obras en que participó, se encuentran "Tangolandia" (1957), en el Teatro Presidente Alvear, "Yo te canto, Buenos Aires" (1959), en el Teatro Cómico, "Buenos Aires canta al mundo" (1966), con Violeta Rivas, "Tango Argentino" (1986), llevada a cabo en Broadway, Estados Unidos, entre otras.
Con Mariano Mores, Los Mac Ke Mac's, Ubaldo Martínez y los bailarines Mayoral y Elsa Maria, actuó en la comedia musical "Buenos Aires canta al mundo" y si bien el cine contó con su participación en diversas oportunidades, ella misma reconoció que nunca la atrajo. Cuando Francini y Pontier reorganizaron su orquesta en 1973 para colaborar principalmente en Japón, le confiaron la responsabilidad de ser la vocalista femenina del conjunto. Ese mismo año, con Roberto Goyeneche, Horacio Deval, Jorge Sobral y los bandoneones de Baffa-Berlingieri y Osvaldo Piro, fue protagonista del Festival de Tango en el Mar, en Porto Alegre (Brasil).
Un año después, al regresar de una actuación en la ciudad de Rosario, sufrió un grave accidente automovilístico, del cual logró recuperarse tras exigentes trabajos de rehabilitación.
Durante un lapso prolongado fue figura principal del exitoso espectáculo "Tango Argentino", que le permitió viajar por muchos países del mundo y hacer conocidas sus inolvidables interpretaciones de "Uno" y "La última curda".
Estuvo presente varias veces en "El Viejo Almacén", de Edmundo Rivero y en "Caño 14", en este último permaneciendo muchos años; primero, en la sala de Uruguay 932, luego en Talcahuano 975 y, finalmente, en la calle Vicente López 2134, último asentamiento del establecimiento.
En las últimas décadas, siguió con presentaciones especiales y desempeñándose como docente de vocalización. De 2002 a 2007 retornó al espectáculo de forma relevante mediante el espectáculo “Tanguera”, en el Teatro El Nacional con María Nieves. En 2002 se le otorgó el Premio Atrevidas en el Tango a la trayectoria. En 2005 en el Ateneo Porteño de Tango fue partícipe de un homenaje a Carlos Gardel conmemorándose el 70.º aniversario de su muerte, y en 2007 al veterano músico Mariano Mores en el mismo lugar ubicado en el Teatro Maipo.

## En el cine
En 1951, teniendo ya una larga carrera, fue convocada por Juan Carlos Thorry para cumplir un papel de apoyo en "Escándalo nocturno", con José Cibrián y Elina Colomer que tuvo una buena taquilla. Ese mismo año acompañó a Roberto Escalada en "De turno con la muerte", de Julio Porter. Auspiciada por la compañía Oro Films, se estrenó en España, México y Argentina "Tres citas con el destino", o conocida en otros lugares como "Maleficio". Su siguiente éxito rotundo ocurrió recién en 1967, cuando incursionó en "La cigarra está que arde", de Argentina Sono Film con la actuación especial de Olinda Bozán. Realizó su última intervención cinematográfica en Carne, para S.I.F.A. como uno de los productos Isabel Sarli- Armando Bó.

## Vida privada y fallecimiento
Estuvo casada con el empresario, periodista y actor René Jolivet fallecido en un accidente en Punta del Este en 1997. 
Falleció por causas naturales en Buenos Aires el miércoles 3 de febrero de 2016 a los 88 años de edad. Su cuerpo estuvo en la morgue un mes sin que nadie lo reclamara. Finalmente y después de varios trámites se le otorgó al hijo de Hugo del Carril la tutoría para encargarse de darle sepultura.

## Filmografía
- Carne (1968)
- La cigarra está que arde (1967)
- Luna Park (1960)
- Estrellas de Buenos Aires (1956)
- Tres citas con el destino (1954)
- Maleficio (1953)
- De turno con la muerte (1951)
- Escándalo nocturno (1951)

## Discografía
- 1969: "Alba Solis con la orquesta de Osvaldo Tarantino 1968/1969"
- 1973: "Tango integral" - Junto a Juan Carlos La Madrid, Enrique Lannoo y Lito Mora - TEN RECORDS